# スーパー戦隊Vシネマ
スーパー戦隊Vシネマ（スーパーせんたいブイシネマ）は、特撮テレビドラマシリーズ「スーパー戦隊シリーズ」のオリジナルビデオ作品シリーズ。

## 概要
1996年、『超力戦隊オーレンジャー』の本放送終了後にスーパー戦隊シリーズの放送20周年記念として、オリジナルビデオ『超力戦隊オーレンジャー オーレVSカクレンジャー』が発売されたのが、本シリーズの始まりである。当時、スーパー戦隊シリーズの劇場版上映枠だった「東映まんがまつり」が「東映アニメフェア」に移行し、別枠で「東映スーパーヒーローフェア」があったとはいえ映画化作品の上映機会が減っていた一方、スーパー戦隊シリーズのビデオ販売やレンタルの成績は好調だった。そのような中で東映と小学館が共同で実施した『恐竜戦隊ジュウレンジャー』のオリジナルビデオプレゼントには、東映側の予想を大幅に上回る10万本近い応募が集まり、これがきっかけとなって映画ではないビデオ作品制作の企画が立てられることになった。
当初、シリーズ名称はスーパー戦隊OVシリーズだったが、『星獣戦隊ギンガマンVSメガレンジャー』以降はスーパー戦隊Vシネマに改称された。また、発売は基本的にテレビシリーズ終了後の3月だったが、これはテレビシリーズの放送局であるテレビ朝日と東映の契約上、本放送中作品のオリジナルビデオを発売できなかった事情による。2003年以降はテレビシリーズ本放送期間中にテレビシリーズのDVD発売と劇場版の公開、テレビシリーズ終了後に劇場版のDVDとVシネマ版が発売される形式が定着している。ただし、『救急戦隊ゴーゴーファイブ 激突！新たなる超戦士』（本放送中の7月）や『百獣戦隊ガオレンジャーVSスーパー戦隊』（本放送中の8月）のように変則的なリリースもあった。『帰ってきた侍戦隊シンケンジャー 特別幕』以降の作品はテレビシリーズ終了後の6月に発売されている。『10 YEARS AFTER』シリーズの発売時期は固定されておらず、『特捜戦隊デカレンジャー 10 YEARS AFTER』は初めて秋（10月）の発売となった。
『宇宙戦隊キュウレンジャーVSスペース・スクワッド』以降、VSシリーズと帰ってきたシリーズが一本化され、Vシネマ作品を劇場先行公開するVシネクスト枠で公開されている。
過去にはテレビ朝日系列でも一部の作品が放送されたこともあり、2010年には『スーパー戦隊VSシリーズ劇場』と銘打ち、『オーレンジャー』から『獣拳戦隊ゲキレンジャー』までのVシネマ作品が放映された。

## シリーズ
VSシリーズ
発売年の当年度および前年度のスーパー戦隊の共演が主な内容となっている。映画作品に移行した『劇場版 炎神戦隊ゴーオンジャーVSゲキレンジャー』以後も、シリーズとして扱われている。
各テレビシリーズのヒーローが2作品ずつに登場する形で発売されているが、『忍者戦隊カクレンジャー』『未来戦隊タイムレンジャー』『魔法戦隊マジレンジャー』『天装戦隊ゴセイジャー』『動物戦隊ジュウオウジャー』は1作品のみの登場となっている。また『救急戦隊ゴーゴーファイブ』では前述のものとは別に、単独のオリジナル作品もリリースされている。
シリーズ節目の作品にあたる『百獣戦隊ガオレンジャー』（25作品目）と『轟轟戦隊ボウケンジャー』（30作品目）では、歴代作品の一部の戦士と共演する『-VSスーパー戦隊』と呼ばれる作品が制作された。脚本や監督は新旧戦隊の両方に携わったサブライターや監督が担当する場合がほとんどである。
単独の『ゴーゴーファイブ』を除き、タイトルはほぼ全て『○○戦隊△△（新戦隊）VS□□（旧戦隊）』となっている。
両戦隊が一時的に対立することはあるものの、基本的に両戦隊が協力して共通の敵に立ち向かう物語が描かれる。現戦隊側はテレビシリーズの終了前、共演する前の戦隊は終了後の設定であるが、『ギンガマンVSメガレンジャー』と『ゼンカイジャーVSキラメイジャーVSセンパイジャー』以降の作品は現戦隊側も放送終了後になっている。
タイトルバック映像は、初期の作品では前者側戦隊のテレビシリーズのOP映像をそのまま使用し、後者側戦隊のメンバーは全員テロップのみでの一括紹介となっていたが、『ゴーゴーファイブVSギンガマン』以降はVシネマオリジナルの映像が使用され、後者側の戦士も1人ずつの紹介となった。また、『アバレンジャーVSハリケンジャー』以降はタイトルバック自体が使用されないことも多くなっているが、『ゲキレンジャーVSボウケンジャー』と『ゴーオンジャーVSゲキレンジャー』では戦隊メンバーのクレジット映像が独自に制作され、旧戦隊側も本人が登場している。シリーズ初期は、名乗りの際に前戦隊の変身や名乗りの時のBGMが流れており、戦闘に入ってからは現戦隊のOPもしくは挿入歌が流れていた。
帰ってきたシリーズ
2010年の『帰ってきた侍戦隊シンケンジャー』以降のスーパー戦隊Vシネマは、劇場版での公開となった「VSシリーズ」に替わり、番組終了後に展開する戦隊スペシャルプログラムとして制作されるようになった。題名に「帰ってきた」を冠し、小学館のてれびくん編集部による書籍超全集が付属。超全集には、プレックスのデザイン画とスタッフやキャストへのインタビューが収録されている。
劇場公開されるVSシリーズと異なり保護者層や大人のファン層が購入するため、内容はテレビシリーズよりも大人向けを意識したものとなっている。
10 YEARS シリーズ
テレビシリーズのキャスト陣の熱意で実現した2013年の『忍風戦隊ハリケンジャー 10 YEARS AFTER』は、「その後のスーパー戦隊」を描くという、それまでにない潮流を生み出した。2018年にリリースされる第3弾『炎神戦隊ゴーオンジャー 10 YEARS GRANDPRIX』より、公式なシリーズ名として「10 YEARS シリーズ」の表記が用いられるようになった。

## 発売メディア
当初はVHSとレーザーディスクを中心にリリースされていたが、2000年の『ゴーゴーファイブVSギンガマン』でレーザーディスクでの、2005年の『デカレンジャーVSアバレンジャー』でVHSでのリリースをそれぞれ終了。2001年にはそれまでの全作品をDVDメディアで再リリースした。DVDで再リリースされたVSシリーズのうち、Vシネマとして制作された作品のパッケージでは、背表紙の部分に「東映VCINEMA」の表記があり、東映Vシネマのシリーズという扱いとなっている。ただし一部の作品では「スーパー戦隊OVシリーズ」という表記が使われているものもある。
また2004年にはこれらの全作品がレンタル解禁され、スーパー戦隊Vシネマは全作品のDVDがレンタル可能となった。この他、2006年の『マジレンジャーVSデカレンジャー』ではDVD以外にUMDメディアでのリリースも行われた。
Blu-ray Disc（BD）としては2013年の『忍風戦隊ハリケンジャー 10 YEARS AFTER』からリリースを開始。それ以前のシリーズ作品については、2016年3月・4月に2つのBOXに分割収録した「スーパー戦隊 V CINEMA & THE MOVIE Blu-ray BOX」がリリースされた。

## 作品一覧

### VSシリーズ
- 超力戦隊オーレンジャー オーレVSカクレンジャー
- 激走戦隊カーレンジャーVSオーレンジャー
- 電磁戦隊メガレンジャーVSカーレンジャー
- 星獣戦隊ギンガマンVSメガレンジャー
- 救急戦隊ゴーゴーファイブ 激突!新たなる超戦士
- 救急戦隊ゴーゴーファイブVSギンガマン
- 未来戦隊タイムレンジャーVSゴーゴーファイブ
- 百獣戦隊ガオレンジャーVSスーパー戦隊
- 忍風戦隊ハリケンジャーVSガオレンジャー
- 爆竜戦隊アバレンジャーVSハリケンジャー
- 特捜戦隊デカレンジャーVSアバレンジャー
- 魔法戦隊マジレンジャーVSデカレンジャー
- 轟轟戦隊ボウケンジャーVSスーパー戦隊
- 獣拳戦隊ゲキレンジャーVSボウケンジャー

### 帰ってきたシリーズ
- 帰ってきた侍戦隊シンケンジャー 特別幕
- 帰ってきた天装戦隊ゴセイジャー last epic
- 帰ってきた特命戦隊ゴーバスターズVS動物戦隊ゴーバスターズ
- 帰ってきた獣電戦隊キョウリュウジャー 100 YEARS AFTER
- 行って帰ってきた烈車戦隊トッキュウジャー 夢の超トッキュウ7号
- 帰ってきた手裏剣戦隊ニンニンジャー ニンニンガールズVSボーイズ FINAL WARS
- 帰ってきた動物戦隊ジュウオウジャー お命頂戴!地球王者決定戦

### 10 YEARS シリーズ
- 忍風戦隊ハリケンジャー 10 YEARS AFTER
- 特捜戦隊デカレンジャー 10 YEARS AFTER
- 炎神戦隊ゴーオンジャー 10 YEARS GRANDPRIX

### スピンオフ
- 宇宙戦隊キュウレンジャー Episode of スティンガー

### Vシネクスト
- 宇宙戦隊キュウレンジャーVSスペース・スクワッド
- ルパンレンジャーVSパトレンジャーVSキュウレンジャー
- 魔進戦隊キラメイジャーVSリュウソウジャー
- テン・ゴーカイジャー
- 機界戦隊ゼンカイジャーVSキラメイジャーVSセンパイジャー
- 暴太郎戦隊ドンブラザーズVSゼンカイジャー
- 忍風戦隊ハリケンジャーでござる! シュシュッと20th Anniversary
- 爆竜戦隊アバレンジャー 20th 許されざるアバレ
- 王様戦隊キングオージャーVSドンブラザーズ
- 王様戦隊キングオージャーVSキョウリュウジャー
- 特捜戦隊デカレンジャー 20th ファイヤーボール・ブースター
- 爆上戦隊ブンブンジャーVSキングオージャー

## 関連作品
ジャッカー電撃隊VSゴレンジャー
戦隊同士の共演の元祖。1978年3月公開。作中では、仮面ライダーやキカイダーも存在する世界観であることが明言されている。
スーパー戦隊ワールド
忍者戦隊カクレンジャー、五星戦隊ダイレンジャー、恐竜戦隊ジュウレンジャー、鳥人戦隊ジェットマン、地球戦隊ファイブマンの5戦隊の共演を描いた作品。
スーパー戦隊VSシリーズ劇場
スーパー戦隊VSシリーズのうち、Vシネマ作品を30分枠に収まる形で分割の上テレビ放送。
海賊戦隊ゴーカイジャー
ゴーカイジャーが変身する形で過去34戦隊が総出演。過去34作品からのゲストとして過去の戦士（変身前）も複数登場している。また、パチャカマックやアカレッドなど本シリーズに関連したキャラクターも登場する。
ゴーカイジャー ゴセイジャー スーパー戦隊199ヒーロー大決戦
スーパー戦隊Vシネマやスーパー戦隊祭の流れを汲む作品。ゴーカイジャーとゴセイジャーを中心とした35戦隊が共演する。
スーパーヒーロー大戦シリーズ（仮面ライダー×スーパー戦隊 スーパーヒーロー大戦、仮面ライダー×スーパー戦隊×宇宙刑事 スーパーヒーロー大戦Z、仮面ライダー×スーパー戦隊 超スーパーヒーロー大戦）
いずれも、先に公開された『ゴーカイジャーVSギャバン』と同様に戦隊以外のシリーズとのクロスオーバー作品。第1作目では仮面ライダーシリーズと共演、第2作目ではさらに宇宙刑事シリーズが加わっている。
セイバー+ゼンカイジャー スーパーヒーロー戦記
『仮面ライダーアギト』および『百獣戦隊ガオレンジャー』以降、夏に続いていた仮面ライダーシリーズとスーパー戦隊シリーズの単独映画ではなく、両シリーズのコラボ作品として制作された。

### スーパー戦隊祭
スーパー戦隊Vシネマからの派生企画で、2017年まで連年制作された。いずれも上映時間が60分前後と短めであり、公開から早期の映像ソフト化を前提としているため、鑑賞料金が従来より安価の特別料金に設定されている。
「スーパー戦隊VSシリーズ」は3月にリリースされていたが、「スーパー戦隊祭」は毎年1月下旬に公開されるため、『劇場版 炎神戦隊ゴーオンジャーVSゲキレンジャー』を除き、放送開始前の最新戦隊もゲスト出演する。ただし、タイトル表記の2戦隊とは原則直接共闘および対面はしない。登場も変身後の姿のみだが、声はオリジナルキャストが担当しており、これが戦隊としての初アフレコとなる。
2018年は上記『帰ってきたシリーズ』も含めて制作されていないが、その理由について白倉伸一郎は「新戦隊VS新戦隊（次作『快盗戦隊ルパンレンジャーVS警察戦隊パトレンジャー』）と前戦隊VS前々戦隊（『キュウレンジャー』と『ジュウオウジャー』）もあるとワケ分からないです。他にも理由はあるが同じフォーマット同士で成立するVSは、従来のフォーマット崩しを意図するキュウレンには合わないと感じる」と、自身のTwitterアカウントで語っている。
2020年と2021年は『スーパー戦隊祭』と同様のフォーマットの冬映画興行が再開されたが、興行名はいずれも異なっている。以降、放送開始前の最新戦隊は、メイン作品へゲスト出演しない代わりに、単独の短編作品が併映される形に改められている。本節ではこれらの興行についても取り扱う。
劇場版 炎神戦隊ゴーオンジャーVSゲキレンジャー
スーパー戦隊祭第1作目。当初はVシネマとして制作されたが、映画『ふうけもん』の公開中止に伴い、その穴埋めとして劇場公開され、以後のVSシリーズも劇場版として制作されるきっかけとなった。
侍戦隊シンケンジャーVSゴーオンジャー 銀幕BANG!!
スーパー戦隊祭第2作目。同作品より劇場公開を前提に制作される。
天装戦隊ゴセイジャーVSシンケンジャー エピックon銀幕
スーパー戦隊祭第3作目。前作『シンケンジャーVSゴーオンジャー』にゴセイジャーが登場した際の状況から、同作品でもゴセイジャー側はシンケンジャーの存在を認知している描写がなされている。
海賊戦隊ゴーカイジャーVS宇宙刑事ギャバン THE MOVIE
スーパー戦隊祭第4作目。シリーズ初の戦隊以外のキャラクター（同作品ではメタルヒーロー）との共演作として制作された。
特命戦隊ゴーバスターズVS海賊戦隊ゴーカイジャー THE MOVIE
スーパー戦隊祭第5作目。シリーズ中では唯一、2大戦隊の正式タイトルを含む形の作品。『スーパーヒーロー大戦』で表題の2大戦隊が対面済みである設定が受け継がれている。
獣電戦隊キョウリュウジャーVSゴーバスターズ 恐竜大決戦! さらば永遠の友よ
スーパー戦隊祭第6作目。2大戦隊だけでなく、キョウリュウジャーと同じ恐竜モチーフのジュウレンジャーとアバレンジャーが登場。次年度のトッキュウジャーは本編終了後に登場する。
烈車戦隊トッキュウジャーVSキョウリュウジャー THE MOVIE
スーパー戦隊祭第7作目。同作品をもって『VSシリーズ』が20年目を迎えた。
手裏剣戦隊ニンニンジャーVSトッキュウジャー THE MOVIE 忍者・イン・ワンダーランド
スーパー戦隊祭第8作目。
劇場版 動物戦隊ジュウオウジャーVSニンニンジャー 未来からのメッセージ from スーパー戦隊
スーパー戦隊祭第9作目にして最終作。表題の2大戦隊の競演作である他、『トッキュウジャー』までの歴代38戦隊とのクロスオーバー要素も含んでいる。
スーパー戦隊MOVIEパーティー
- 劇場版 騎士竜戦隊リュウソウジャーVSルパンレンジャーVSパトレンジャー
- 魔進戦隊キラメイジャー エピソードZERO

2020年の冬興行。スーパー戦隊祭と同様に2大戦隊の競演作をメインに据えつつ、同時上映の短編作品を新戦隊の前日談として位置付けたり、エンディングにてプリキュアシリーズとのコラボレーション要素を盛り込むなどといった試みもなされている。
スーパー戦隊MOVIEレンジャー2021
- 魔進戦隊キラメイジャー THE MOVIE ビー・バップ・ドリーム
- 騎士竜戦隊リュウソウジャー 特別編 メモリー・オブ・ソウルメイツ
- 機界戦隊ゼンカイジャー THE MOVIE 赤い戦い! オール戦隊大集会!!

2021年の冬興行。
『キラメイジャー』の夏映画公開がコロナウイルス感染拡大の影響で遅れたことで、従来通りの2大戦隊の競演作ではなく、前作・現行作・新作それぞれの単独作品による3本立てとして同時上映。リュウソウジャーについては『帰ってきたシリーズ』のフォーマットが取り入れられている。

### スペース・スクワッド
スーパー戦隊シリーズとメタルヒーローシリーズのクロスオーバー作品。『特捜戦隊デカレンジャー 10 YEARS AFTER』と『宇宙刑事 NEXT GENERATION』の好評を受けて制作された企画である。『キュウレンジャーVSスペース・スクワッド』はこの一編としても制作された。
- スペース・スクワッド ギャバンVSデカレンジャー
- ガールズ・イン・トラブル スペース・スクワッド EPISODE ZERO
- 宇宙戦隊キュウレンジャーVSスペース・スクワッド